# Ле-Руже
Ле-Руже́ (фр. Le Rouget) — колишній муніципалітет у Франції, у регіоні Овернь-Рона-Альпи, департамент Канталь. Населення — 971 осіб (2011).
Муніципалітет був розташований на відстані близько 450 км на південь від Парижа, 125 км на південний захід від Клермон-Феррана, 19 км на південний захід від Оріяка.

## Історія
До 2015 року муніципалітет перебував у складі регіону Овернь. Від 1 січня 2016 року належав до нового об'єднаного регіону Овернь-Рона-Альпи.
1 січня 2016 року Ле-Руже і Пер було об'єднано в новий муніципалітет Ле-Руже-Пер.

## Демографія
Динаміка населення (INSEE ):
Розподіл населення за віком та статтю (2006):
| Стать | Всього | До 15 років | 15-24 | 25-44 | 45-64 | 65-85 | Понад 85 |
| --- | ------ | ----------- | ----- | ----- | ----- | ----- | -------- |
| Чоловіки | 479    | 64          | 48    | 100   | 139   | 104   | 24       |
| Жінки | 492    | 56          | 32    | 92    | 108   | 168   | 36       |
| \| Статево-вікова піраміда \| Статево-вікова піраміда \| Статево-вікова піраміда \| \| ----------------------- \| ----------------------- \| ----------------------- \| \| Чоловіки \| Вік \| Жінки \| \| 24 \| 85 + \| 36 \| \| 12 \| 80-84 \| 56 \| \| 28 \| 75-79 \| 32 \| \| 44 \| 70-74 \| 44 \| \| 20 \| 65-69 \| 36 \| \| 20 \| 60-64 \| 20 \| \| 59 \| 55-59 \| 20 \| \| 24 \| 50-54 \| 28 \| \| 36 \| 45-49 \| 40 \| \| 36 \| 40-44 \| 28 \| \| 20 \| 35-39 \| 24 \| \| 16 \| 30-34 \| 24 \| \| 28 \| 25-29 \| 16 \| \| 24 \| 20-24 \| 8 \| \| 24 \| 15-20 \| 24 \| \| 16 \| 10-14 \| 28 \| \| 40 \| 5-9 \| 12 \| \| 8 \| 0-4 \| 16 \| |        |             |       |       |       |       |          |
| Статево-вікова піраміда |        |             |       |       |       |       |          |
| Чоловіки | Вік    | Жінки       |       |       |       |       |          |
| 24 | 85 +   | 36          |       |       |       |       |          |
| 12 | 80-84  | 56          |       |       |       |       |          |
| 28 | 75-79  | 32          |       |       |       |       |          |
| 44 | 70-74  | 44          |       |       |       |       |          |
| 20 | 65-69  | 36          |       |       |       |       |          |
| 20 | 60-64  | 20          |       |       |       |       |          |
| 59 | 55-59  | 20          |       |       |       |       |          |
| 24 | 50-54  | 28          |       |       |       |       |          |
| 36 | 45-49  | 40          |       |       |       |       |          |
| 36 | 40-44  | 28          |       |       |       |       |          |
| 20 | 35-39  | 24          |       |       |       |       |          |
| 16 | 30-34  | 24          |       |       |       |       |          |
| 28 | 25-29  | 16          |       |       |       |       |          |
| 24 | 20-24  | 8           |       |       |       |       |          |
| 24 | 15-20  | 24          |       |       |       |       |          |
| 16 | 10-14  | 28          |       |       |       |       |          |
| 40 | 5-9    | 12          |       |       |       |       |          |
| 8 | 0-4    | 16          |       |       |       |       |          |

## Економіка
2010 року серед 521 особи працездатного віку (15—64 років) 380 були активними, 141 — неактивною (показник активності 72,9%, у 1999 році було 67,8%). З 380 активних мешканців працювали 353 особи (196 чоловіків та 157 жінок), безробітними було 27 (12 чоловіків та 15 жінок). Серед 141 неактивної 31 особа була учнем чи студентом, 73 — пенсіонерами, 37 були неактивними з інших причин.

У 2010 році в муніципалітеті числилось 405 оподаткованих домогосподарств, у яких проживали 880,0 особи, медіана доходів виносила 16 783,5 євро на одного особоспоживача